# XVIII Concurs de castells de Tarragona
El XVIII Concurs de castells de Tarragona tingué lloc el 8 d'octubre del 2000 a la plaça de braus de Tarragona, actual Tarraco Arena Plaça. L'edició del 2000, organitzada pel Patronat de Castells de Tarragona, fou el trenta-quatrè concurs de castells de la història. Hi participaren divuit colles, les quatre colles amfitriones tarragonines més les catorze millors colles del món casteller, exceptuant els Minyons de Terrassa, els Bordegassos de Vilanova i els Xics de Granollers, que declinaren la invitació.
La Colla Vella dels Xiquets de Valls es proclamà guanyadora del concurs gràcies al 3 de 10 amb folre i manilles que carregaren in extremis a la segona ronda, que forçà els Castellers de Vilafranca a seguir una estratègia arriscada que, com que no va reeixir, els portà a la tercera posició darrere la Colla Joves Xiquets de Valls, cosa que produí l'inusual espectacle de veure bona part dels afeccionats vallencs animant les dues colles de la ciutat a la vegada. En aquest concurs, els Xicots de Vilafranca carregaren el primer 2 de 8 amb folre i el primer 3 de 8 de la seva història.

## Resultats

### Classificació
| Resultat              |
| --------------------- |
| Descarregat (D)       |
| Carregat (C)          |
| Intent (I)            |
| Intent desmuntat (ID) |

En el XVIII Concurs de castells de Tarragona hi van participar 18 colles.
Llegenda
f: amb folre
fm: amb folre i manilles
sf: sense folre
a: amb agulla o pilar al mig
ps: aixecat per sota
* : castell penalitzat
| Pos. | Colla                                    | Castells intentats | Castells intentats | Castells intentats | Castells intentats | Castells intentats | Punts  |
| Pos. | Colla                                    | 1a ronda           | 2a ronda           | 3a ronda           | 4a ronda           | 5a ronda           | Punts  |
| ---- | ---------------------------------------- | ------------------ | ------------------ | ------------------ | ------------------ | ------------------ | ------ |
| 1    | Colla Vella dels Xiquets de Valls        | 5de9f              | 3de10fm(c)         | 2de8sf(i)          | 2de9fm             | —                  | 30.400 |
| 2    | Colla Joves Xiquets de Valls             | 4de9sf(c)          | 3de9f              | 5de9f(i)           | 5de9f(i)           | 2de8f              | 21.580 |
| 3    | Castellers de Vilafranca                 | 4de9fa*            | 3de10fm(i)         | 3de10fm(i)         | 2de8sf(c)          | 4de9sf(i)          | 19.617 |
| 4    | Colla Jove Xiquets de Tarragona          | 4de8(i)            | 3de9f(c)*          | 2de8f              | 4de8*              | 5de8(c)*           | 14.496 |
| 5    | Xiquets de Tarragona                     | 3de8               | 2de8f              | 3de9f(c)*          | 4de8               | —                  | 12.917 |
| 6    | Castellers de Barcelona                  | 2de8f              | 4de8               | 3de8               | —                  | —                  | 10.700 |
| 7    | Capgrossos de Mataró                     | 4de8               | 2de7               | 3de8               | 2de8f              | —                  | 10.700 |
| 8    | Xicots de Vilafranca                     | 2de7               | 4de8               | 3de8(c)            | 2de8f(c)           | —                  | 9.960  |
| 9    | Colla Castellera de Figueres             | 5de7(i)            | Pde6(c)            | 4de7a              | 2de7(c)            | —                  | 6.400  |
| 10   | Castellers de Terrassa                   | 5de7               | 4de8(c)            | 4de7a(i)           | 3de7ps(i)          | 3de7               | 5.520  |
| 11   | Castellers de Sants                      | 3de8(i)            | 5de7               | 2de7               | 4de7a              | —                  | 5.420  |
| 12   | Ganxets de Reus                          | 2de7               | Pde6(i)            | 5de7               | 4de7a              | —                  | 5.420  |
| 13   | Colla Nova del Vendrell                  | 4de7a              | 2de7               | 5de7*              | Pde6(i)            | —                  | 5.415  |
| 14   | Castellers de Lleida                     | 5de7               | 2de7(c)            | 4de7a              | 3de7ps(i)          | —                  | 5.140  |
| 15   | Sagals d'Osona                           | 5de7               | 3de7ps(i)          | 4de7a              | 3de7ps*            | —                  | 5.110  |
| 16   | Xiquets del Serrallo                     | 5de7               | 4de7a              | 3de7               | 2de7(i)            | 2de7(i)            | 4.340  |
| 17   | Castellers de Sant Cugat                 | 5de7               | 4de7a              | 2de7(i)            | 3de7               | —                  | 4.340  |
| 18   | Colla Castellera de Sant Pere i Sant Pau | 3de7               | 5de7(i)            | 4de7               | 2de7(i)            | —                  | 2.180  |

### Estadística
La següent taula mostra l'estadística dels castells que es van provar al concurs de castells. Apareixen ordenats segons la taula de puntuacions del XVIII Concurs de castells de Tarragona.
| Castell                      | Descarregat | Carregat | Intent | Intent desmuntat | Total |
| ---------------------------- | ----------- | -------- | ------ | ---------------- | ----- |
| 3 de 10 amb folre i manilles | —           | 1        | 2      | —                | 3     |
| 4 de 9 sense folre           | —           | 1        | 1      | —                | 2     |
| 2 de 8 sense folre           | —           | 1        | 1      | —                | 2     |
| 4 de 9 amb folre i l'agulla  | 1           | —        | —      | —                | 1     |
| 5 de 9 amb folre             | 1           | —        | 2      | —                | 3     |
| 2 de 9 amb folre i manilles  | 1           | —        | —      | —                | 1     |
| 3 de 9 amb folre             | 1           | 2        | —      | —                | 3     |
| 5 de 8                       | —           | 1        | —      | —                | 1     |
| 2 de 8 amb folre             | 5           | 1        | —      | —                | 6     |
| 3 de 8                       | 3           | 1        | 1      | —                | 5     |
| Pilar de 6                   | —           | 1        | 2      | —                | 3     |
| 4 de 8                       | 5           | 1        | 1      | —                | 7     |
| 2 de 7                       | 5           | 2        | 4      | —                | 11    |
| 3 de 7 aixecat per sota      | 1           | —        | 3      | —                | 4     |
| 5 de 7                       | 8           | —        | 2      | —                | 10    |
| 4 de 7 amb l'agulla          | 8           | —        | 1      | —                | 9     |
| 3 de 7                       | 4           | —        | —      | —                | 4     |
| 4 de 7                       | 1           | —        | —      | —                | 1     |
| Total                        | 44          | 12       | 20     | 0                | 76    |
| Percentatge                  | 57,8%       | 15,7%    | 26,3%  | 0%               | 100%  |

## Normativa

### Taula de puntuacions
La taula de puntuacions del XVIII Concurs de castells de Tarragona, celebrat el 8 d'octubre de 2000 a la plaça de braus de Tarragona, actual Tarraco Arena Plaça, incloïa trenta-dues construccions, que anaven del 4 de 7 al 3 de 10 amb folre, i vuit estructures diferents: el pilar, el dos (o torre), el tres, el tres aixecat per sota, el quatre, el quatre amb l'agulla, el cinc i el nou.
| Castell                      | Punts descarregat | Punts carregat |
| ---------------------------- | ----------------- | -------------- |
| Quatre de set                | 980               | 800            |
| Tres de set                  | 1.200             | 1.000          |
| Quatre de set amb l'agulla   | 1.440             | 1.220          |
| Cinc de set                  | 1.700             | 1.460          |
| Tres de set aixecat per sota | 1.980             | 1.720          |
| Dos de set                   | 2.280             | 2.000          |
| Nou de set                   | 2.600             | 2.300          |
| Quatre de vuit               | 2.940             | 2.620          |
| Pilar de sis                 | 3.680             | 2.960          |
| Tres de vuit                 | 3.680             | 3.320          |
| Dos de vuit amb folre        | 4.080             | 3.700          |
| Pilar de set amb folre       | 4.500             | 4.100          |
| Cinc de vuit                 | 4.940             | 4.520          |
| Quatre de vuit amb l'agulla  | 5.400             | 4.960          |
| Quatre de nou amb folre      | 5.880             | 5.420          |
| Tres de nou amb folre        | 6.380             | 5.900          |

| Castell                            | Punts descarregat | Punts carregat |
| ---------------------------------- | ----------------- | -------------- |
| Tres de vuit aixecat per sota      | 6.900             | 6.400          |
| Nou de vuit                        | 7.440             | 6.920          |
| Dos de nou amb folre i manilles    | 8.000             | 7.460          |
| Pilar de vuit amb folre i manilles | 8.580             | 8.020          |
| Cinc de nou amb folre              | 9.180             | 8.600          |
| Quatre de nou amb folre i l'agulla | 9.800             | 9.200          |
| Dos de vuit                        | 10.440            | 9.820          |
| Pilar de set                       | 11.100            | 10.460         |
| Quatre de nou                      | 11.780            | 11.120         |
| Tres de nou                        | 12.480            | 11.800         |
| Quatre de deu amb folre i manilles | 13.200            | 12.500         |
| Tres de deu amb folre i manilles   | 13.940            | 13.220         |
| Cinc de nou                        | 14.700            | 13.960         |
| Dos de nou amb folre               | 15.480            | 14.720         |
| Quatre de deu amb folre            | 16.280            | 15.500         |
| Tres de deu amb folre              | 17.100            | 16.300         |